# Roger Rodrigues da Silva
Roger Rodrigues da Silva (Campinas, Estado de São Paulo, Brasil, 7 de enero de 1985), conocido como Roger  Silva, es un exfutbolista y entrenador brasileño, se desempeñaba como delantero centro y se retiró en 2021.

## Trayectoria
| Futbolista                        |                          |           |
| País                              | Club                     | Año       |
| Bandera de Brasil                 | Ponte Preta              | 2003-2005 |
| Bandera de Brasil                 | Sao Paulo                | 2005-2010 |
| Bandera de Brasil                 | Palmeiras (cedido)       | 2006      |
| Bandera de Brasil                 | Ponte Preta (cedido)     | 2007      |
| Bandera de Emiratos Árabes Unidos | Al-Nasr (cedido)         | 2007-2008 |
| Bandera de Brasil                 | Sport Recife (cedido)    | 2008      |
| Bandera de Brasil                 | Fluminense (cedido)      | 2009      |
| Bandera de Brasil                 | Vitória (cedido)         | 2009      |
| Bandera de Brasil                 | Guarani                  | 2010      |
| Bandera de Japón                  | Kashiwa Reysol           | 2010-2011 |
| Bandera de Brasil                 | Ceará (cedido)           | 2011      |
| Bandera de Brasil                 | Ponte Preta              | 2012      |
| Bandera de Brasil                 | Sport Recife             | 2013      |
| Bandera de Brasil                 | Athletico Paranaense     | 2013      |
| Bandera de Corea del Sur          | Suwon Samsung Bluewings  | 2014      |
| Bandera de Brasil                 | Chapecoense              | 2015      |
| Bandera de Brasil                 | Bahia                    | 2015      |
| Bandera de Brasil                 | Red Bull Brasil          | 2016      |
| Bandera de Brasil                 | Ponte Preta              | 2016      |
| Bandera de Brasil                 | Botafogo                 | 2017      |
| Bandera de Brasil                 | Internacional            | 2018      |
| Bandera de Brasil                 | Corinthians              | 2018      |
| Bandera de Brasil                 | Ceará                    | 2019      |
| Bandera de Brasil                 | Ponte Preta              | 2019-2020 |
| Bandera de Brasil                 | Operário de Ponta Grossa | 2020      |
| Bandera de Brasil                 | Inter de Limeira         | 2021      |
| Entrenador                        |                          |           |
| País                              | Club                     | Año       |
| Bandera de Brasil                 | Athletic                 | 2022      |
| Bandera de Brasil                 | Inter de Limeira         | 2023      |
| Bandera de Brasil                 | Athletic                 | 2023      |
| Bandera de Brasil                 | Pouso Alegre             | 2023      |
| Bandera de Brasil                 | Manaus                   | 2023      |
| Bandera de Brasil                 | Primavera                | 2024      |
| Bandera de Brasil                 | Athletic                 | 2024-Act. |

## Palmarés

### Como futbolista
| Título                  | Club           | País   | Año  |
| ----------------------- | -------------- | ------ | ---- |
| Copa Libertadores       | Sao Paulo      | Brasil | 2005 |
| Campeonato Pernambucano | Sport Recife   | Brasil | 2008 |
| Copa de Brasil          | Sport Recife   | Brasil | 2008 |
| Campeonato Baiano       | Vitória        | Brasil | 2009 |
| J. League Division 2    | Kashiwa Reysol | Japón  | 2010 |

### Como entrenador
| Título               | Club     | País   | Año  |
| -------------------- | -------- | ------ | ---- |
| Troféu Inconfidência | Athletic | Brasil | 2024 |
| Troféu Inconfidência | Athletic | Brasil | 2025 |